# Johan Olof Liedberg
Johan Olof Liedberg, född 1 januari 1822 i Jönköping, död 1886 i Chicago i USA, var en svensk guldgrävare.
Johan Olof Liedberg, vars far dog när han var fyra år gammal, tog 1834 lära som spegelmakargesäll i Jönköping. Sedan hans kontrakt med mästaren G. Kahnberg gått ut utvandrade han våren 1843 till Wisconsin i USA. Han blev nybyggare utanför Jefferson nära Rock River. År 1848 sökte han sig västerut på Oregon Trail från Council Bluffs vid Missourifloden som kusk i ett oxkärretåg. Detta omorienterade sig under färden från Oregon till Kalifornien, dit det anlände i september 1848 vid en tidpunkt då guld nyligen hade upptäckts där. 
Han vaskade under drygt ett års tid fram 14,5 kilogram guld och återvände 1849 till Jönköping. Han köpte en jordbruksfastighet utanför Växjö, hamnade i ekonomiska svårighter under nödåren i slutet av 1860-talet och emigrerade en andra gång till USA 1875 och slog sig ned i Chicago.
Johan Olof Liedberg hade åtta barn, varav de yngre följde med familjen till USA.